# Нојкирхен (Книл)
Нојкирхен (њем. Neukirchen) град је у њемачкој савезној држави Хесен. Једно је од 27 општинских средишта округа Швалм-Едер. Према процјени из 2010. у граду је живјело 7.365 становника. Посједује регионалну шифру (AGS) 6634017.

## Географски и демографски подаци
Нојкирхен се налази у савезној држави Хесен у округу Швалм-Едер. Град се налази на надморској висини од 305 метара. Површина општине износи 66,3 km². У самом граду је, према процјени из 2010. године, живјело 7.365 становника. Просјечна густина становништва износи 111 становника/km².

## Међународна сарадња
| Мјесто   | Држава    | Врста сарадње | Од    |
| -------- | --------- | ------------- | ----- |
|          | Русија    | пријатељство  | 1991. |
| Нађњарад | Мађарска  | партнерство   | 1991. |
|          | Француска | партнерство   | 1991. |
| Извор    |           |               |       |